# Grandes Éxitos
Grandes Éxitos е първият сборен албум на колумбийската певица Шакира. Издаден е на 2 ноември 2002 година.

## Списък с песни

### Оригинален траклист (CD)
1. „Estoy Aquí“ – 3:53
2. „Antología“ – 4:11
3. „Un Poco De Amor (с Albert Melendez)“ – 4:00
4. „¿Dónde Estás Corazón?“ – 3:52
5. „Que Me Quedes Tú“ – 4:47
6. „Ciega, Sordomuda“ – 4:28
7. „Si Te Vas“ – 3:30
8. „No Creo“ (на живо) – 4:13
9. „Inevitable“ – 3:13
10. „Ojos Así“ – 3:59
11. „Suerte (Whenever, Wherever)“ – 3:14
12. „Te Aviso, Te Anuncio (Tango)“ – 3:42
13. „Tú“ (на живо) – 4:52
14. „¿Dónde Están los Ladrones?“ (на живо) – 3:29
15. „Moscas En La Casa“ – 3:31

### Диск 2 (VCD)
1. „Документален филм“ – 24:18

### Бонус клипове
1. „Ojos Así“ (видеоклип)
2. „Underneath Your Clothes“ (на живо)
3. „Whenever, Wherever“ (на живо)
4. „No Creo“ (на живо)
5. „Underneath Your Clothes“ (виедоклип)
6. „Te Dejo Madrid“ (виедоклип)
7. „Suerte“ (виедоклип)
8. „Whenever, Wherever“ (виедоклип)
9. „Te Aviso, Te Anuncio (Tango)“ (виедоклип)
10. „Dónde Están los Ladrones?“ (на живо)